# Sintassi
La sintassi, o sintattica (dal greco σύνταξις, sýntaxis, "associazione, organizzazione"), è la branca della grammatica e della linguistica che studia i diversi modi in cui i codici dei linguaggi si uniscono tra loro per formare una proposizione.

## Le due sintassi
Esistono due tipi di sintassi:
- quella della frase semplice, cui corrisponde l'analisi logica della proposizione
- quella della frase complessa, cui corrisponde l'analisi logica del periodo.

## Concetto in grammatica generativa
Nell'ambito della grammatica generativa (di cui la teoria della reggenza e del legamento e il programma minimalista, collettivamente noti come teoria dei principî e dei parametri, rappresentano i più recenti sviluppi), la struttura di una frase è rappresentata da alberi di struttura sintagmatica.